# Кроццоли, Хильда
Хильда Кроццоли (нем. Hilda Crozzoli; 16 августа 1900, Зальцбург — 10 августа 1972) — одна из первых женщин-архитекторов и инженеров-строителей Австрии.

## Ранняя жизнь и образование
Хильда Йохана Кроццоли родилась 16 августа 1900 года в Зальцбурге, Австрия. Её отцом был Амброджо (Амброс) Кроццоли (1870—1925), а матерью — Лючия Антония Сантаросса (1871—1957), вышедшая замуж в 1882 году. Кроццоли происходила из североитальянской фриульской семьи мастеров-строителей и архитекторов, которые на протяжении нескольких поколений играли ключевую роль в развитии Зальцбурга. Амброджо Кроццоли принес присягу на гражданство для себя и своей семьи 12 февраля 1907 года, и 5 января 1915 года они получили права граждан (уроженцев; Heimatrecht) в районе Максглан в Зальцбурге. Её мать говорила только по-итальянски и так и не научилась говорить по-немецки.
Хильда была четвёртой из семи детей, но два её старших брата умерли в младенчестве, после чего остались только девочки. После посещения начальной и средней школы она закончила четырёхлетний курс строительства в Государственном торговом училище в Зальцбурге и успешно сдала выпускной экзамен в 1921 году, став первой женщиной-архитектором Австрии. Она была первой выпускницей в истории строительного факультета Государственного торгового училища. На выпускной фотографии класса 1921 года изображены два десятка мужчин в черных костюмах, смотрящих прямо в камеру; посередине сидит женщина, повернувшаяся в сторону. Лицо Хильды Кроццоли было вмонтировано в фотографию постфактум.

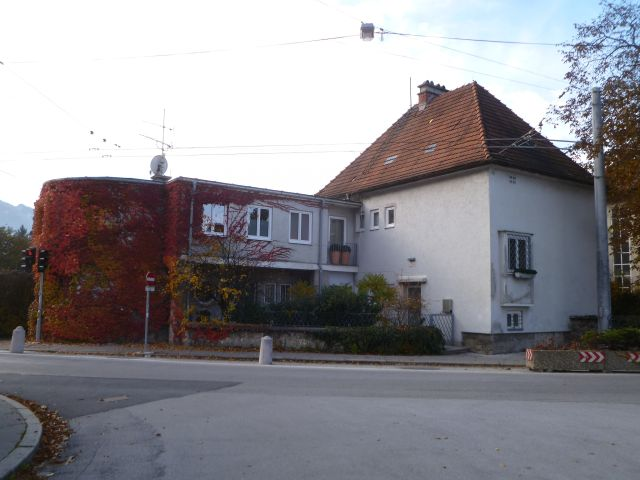
Офис компании Кроццоли-Бандиан на Райхенхаллерштрассе в Зальцбурге.

## Карьера
1 августа 1917 года Кроццоли поступила подмастерьем в архитектурно-строительную компанию своего отца. С 1 марта 1921 года по 11 августа 1925 года она работала в компании своего отца техником-строителем и прорабом. Помимо работы в этой компании она также работала у городского архитектора Йозефа Цвертчека в Шнеегаттерне и в Вене..

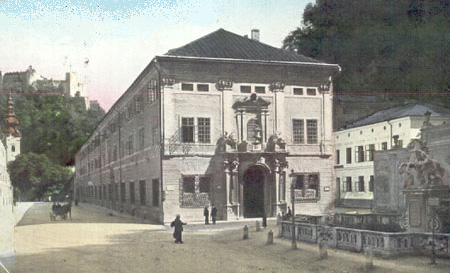
Зальцбург Хофштальказерн

Будучи техником-строителем в компании своего отца P&A Crozzoli, Хильда Кроццоли руководила преобразованием больших кавалерийских казарм и конюшен Хофштальказерн в музей естествознания, современный Haus der Natur Salzburg. Здание расположено в центре фестивального квартала города.
С 1 июля 1926 года она работала в Универсальной строительной компании Зальцбурга.
С 12 по 14 мая 1927 года она сдала экзамены на звание Баумайстера (архитектора и инженера-строителя, традиционно называемого мастером-строителем) в Клагенфурте. Это широко освещалось в зальцбургских СМИ и не только, и свои поздравления её прислала Verein Deutsch Österreichischer Ingenieure (Ассоциация немецких австрийских инженеров).
В 1928 году Хильда Кроццоли начала самостоятельную карьеру и стала внештатным архитектором и инженером-строителем. До 1929 года её партнёром был Йозеф Синдингер, затем она работала с архитектором Ричардом Бандианом, за которого 1 февраля 1934 года вышла замуж. В 1934 году Хильда Кроццоли и её строительная компания переехали на Райхенхаллерштрассе, 19 (сегодня Райхенхаллерштрассе, 27).
Известно, что в период с 1928 по 1966 год под её руководством компания Crozzoli-Bandian построила 65 зданий. Особого внимания заслуживает создание в 1927/28 году Fürsorge-Siedlung, так называемого «поселения благосостояния» в районе Зальцбурга Шальмос.
Во время Второй мировой войны 15 воздушных налетов разрушили 46 процентов зданий города, а компания Crozzoli-Bandian участвовала в послевоенном восстановлении.

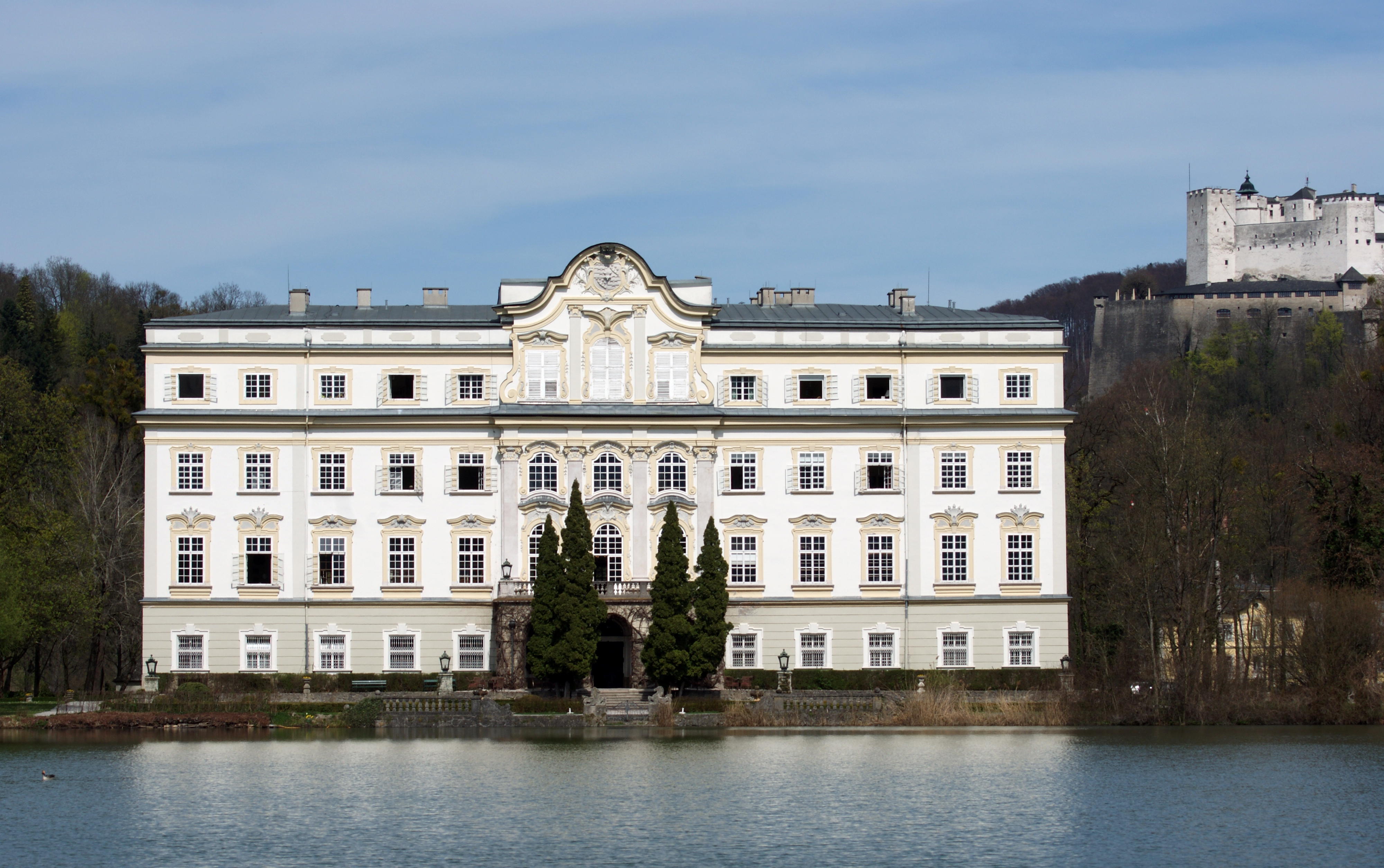
Замок Леопольдскрон

Кроццоли в 1945 году отремонтировала повреждённое здание замка Леопольдскрон, захваченное нацистами на протяжении войны. Её компания перестроила и отреставрировала отель Goldener Hirsch (1945/46) и Банкхаус Дагхофер (1968);

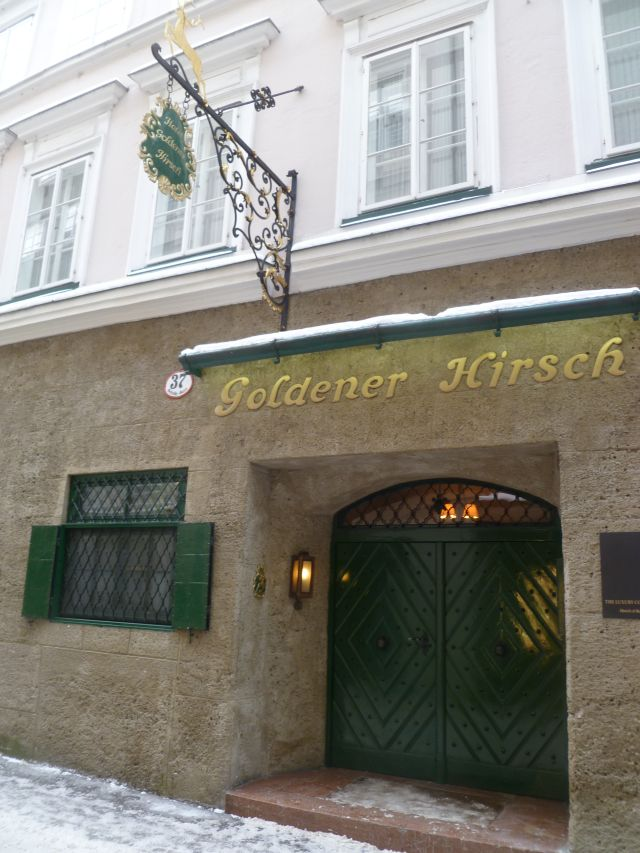
Отель Гольденер Хирш-Гетрайдегассе

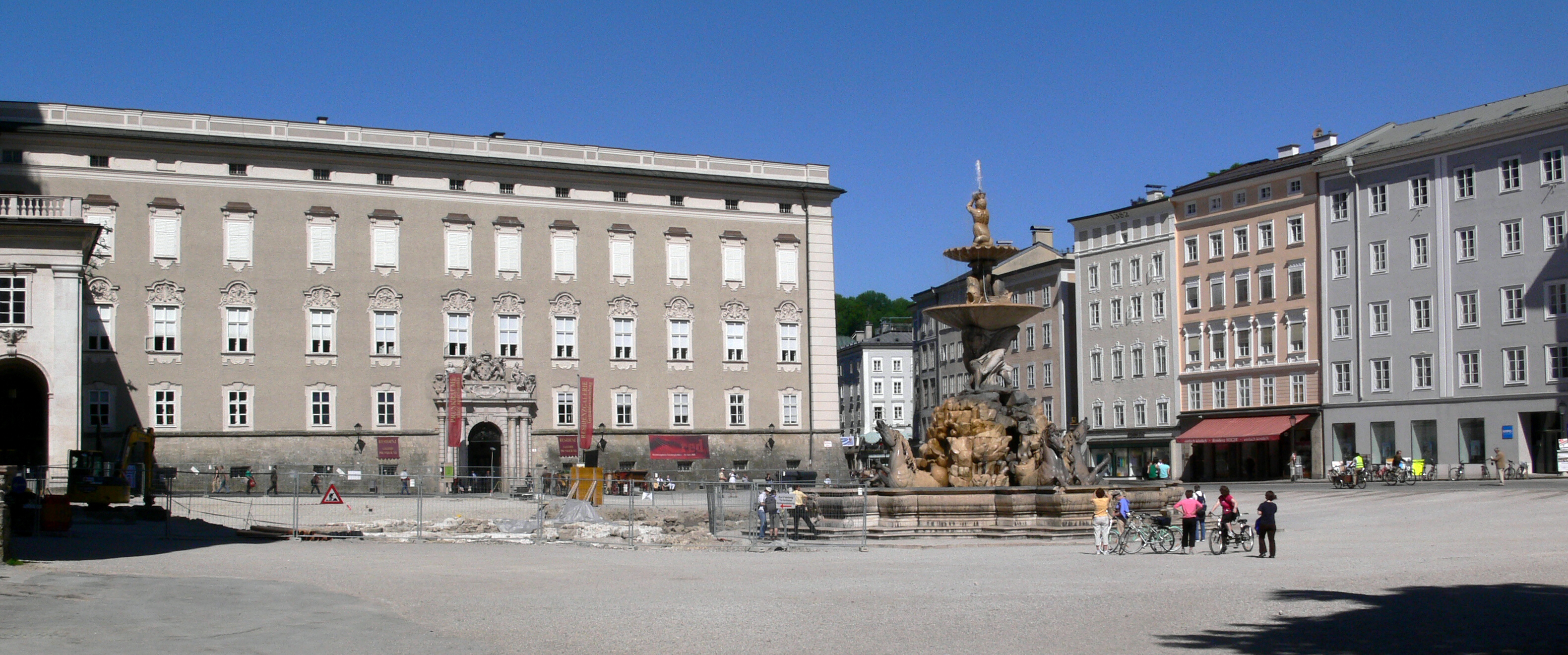
Резиденцплац в Зальцбурге в 2008 году

Она также в 1965 году провела реконструкцию Wallistraktes der Residenz для Университета Зальцбурга.
Хильда Кроццоли-Бандиан умерла 10 августа 1972 года в Зальцбурге после продолжительной болезни. Похоронена на кладбище Максгланер.

## Наследие

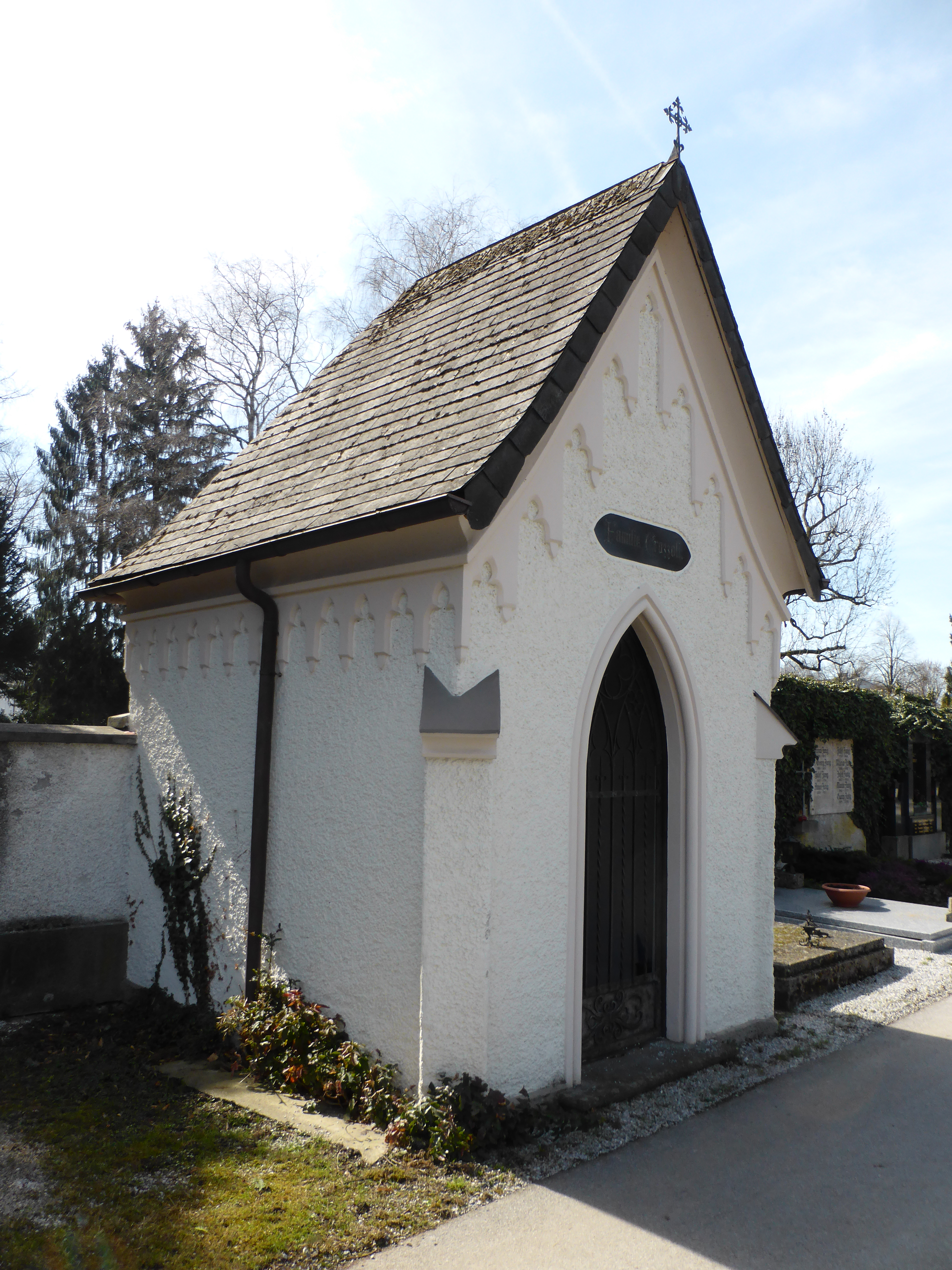
Место захоронения семьи Кроццоли на кладбище Максгланер

Многие из её зданий сохранились и упоминаются в архитектурных турах по Зальцбургу. Кроццоли была представлена на выставке Frauen machen Sichtbar 2013 года в Кюнстлерхаусе, посвященной женщинам-архитекторам Зальцбурга.

## Награды
- Крест «За военные заслуги» II класса (1 сентября 1944)
- Золотое почётное кольцо строительной отрасли Зальцбурга (11 марта 1965)